# Anaspis frontalis
Anaspis frontalis är en skalbaggsart som först beskrevs av Carl von Linné 1758.  Anaspis frontalis ingår i släktet Anaspis, och familjen ristbaggar. Arten är reproducerande i Sverige.

## Bildgalleri

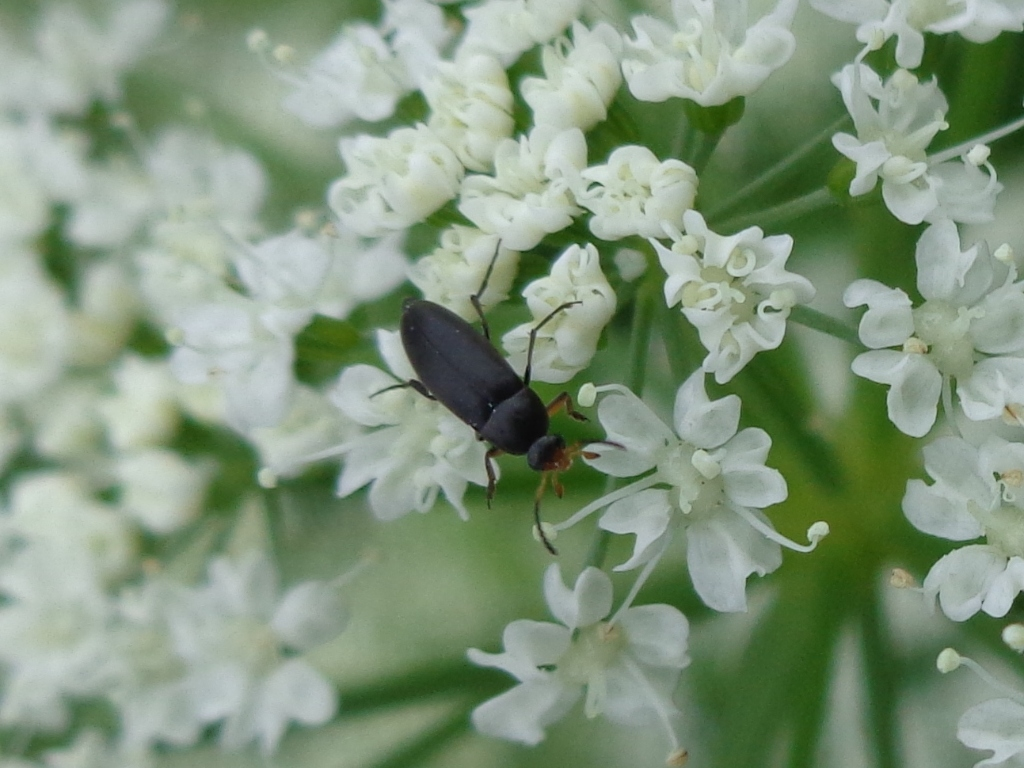